# Thorictus hoppi
Thorictus hoppi é uma espécie de insetos coleópteros polífagos pertencente à família Dermestidae.
A autoridade científica da espécie é John, tendo sido descrita no ano de 1971.
Trata-se de uma espécie presente no território português.